# Ormosia upsilon
Ormosia upsilon är en tvåvingeart som beskrevs av Alexander 1947. Ormosia upsilon ingår i släktet Ormosia och familjen småharkrankar. Inga underarter finns listade i Catalogue of Life.